# مختبر التعدين
أُنشئ مختبر التعدين كمختبر علمي في جامعة شيكاغو منذ عام 1942 حتى عام 1946.
تأسس في فبراير عام 1942، ثم تحول إلى مختبر أرجون الوطني في يوليو عام 1946.
أُسِّس المختبر في فبراير عام 1942 لدراسة واستخدام العنصر الكيميائي المكتشف حديثًا، البلوتونيوم.
بحث المختبر في كيمياء ومعادن البلوتونيوم، وصمّم أولى المفاعلات النووية في العالم لإنتاجه، وطور العمليات الكيميائية لفصله عن العناصر الأخرى.
نجح القسم الكيميائي في المختبر في أغسطس عام 1942 في فصل عينة قابلة للوزن من البلوتونيوم لأول مرة. وفي 2 ديسمبر 1942، أنتج مختبر التعدين أول تفاعل تسلسلي نووي مضبوط في التاريخ داخل مفاعل Chicago Pile-1، الذي أُقيم تحت مدرجات ملعب ستاغ فيلد القديم لكرة القدم في الجامعة.
أُنشئ مختبر التعدين كجزء من مشروع التعدين، تحت إشراف لجنة S-1، والمعروفة أيضًا باسم مشروع "Pile" أو "X-10", برئاسة أستاذ جامعة شيكاغو آرثر هـ. كومبتون، الحائز على جائزة نوبل. وبذلك، أصبح جزءًا من مشروع مانهاتن، وهو الجهد الذي بذله الحلفاء لتطوير القنبلة الذرية خلال الحرب العالمية الثانية.
توالى على قيادة مختبر التعدين كل من ريتشارد دوين، صامويل أليسون، جويس ستيرنز، وفارينغتون دانيلز.من بين العلماء الذين عملوا هناك إنريكو فيرمي، جيمس فرانك، يوجين فيجنر، جلين سيبورج، وليو زيلارد.كلف كومبتون روبرت أوبنهايمر بتولي البحث في تصميم القنبلة في يونيو 1942، والذي أصبح مشروعًا منفصلًا باسم "مشروع Y" في نوفمبر من العام نفسه.في ذروته في 1 يوليو 1944، بلغ عدد موظفي مختبر التعدين 2,008 موظفًا.
نقل مختبر التعدين مفاعل Chicago Pile-1 لاحقًا إلى الموقع أ، وهو موقع أكثر عزلة في محميات غابة أرجون، حيث استُخدمت المواد الأصلية لبناء مفاعل Chicago Pile-2 المحسّن، ليتم توظيفه في أبحاث جديدة حول نواتج الانشطار النووي.
أنشأ المختبر أيضًا مفاعلًا آخر، Chicago Pile-3، في موقع أرجون في أوائل عام 1944، وكان هذا أول مفاعل في العالم يستخدم الماء الثقيل كمهدئ للنيوترونات. بلغ المفاعل مرحلة الحرج في مايو 1944، وتم تشغيله بكامل طاقته لأول مرة في يوليو 1944.
صمّم مختبر التعدين كذلك مفاعل X-10 الجرافيتي في منشأة كلينتون الهندسية في أوك ريدج، تينيسي، والمفاعل النووي ب في منشأة هانفورد الهندسية في بولاية واشنطن.
درس مختبر التعدين، إلى جانب تطوير المفاعلات، كيمياء ومعادن البلوتونيوم، وتعاون مع شركة دو بونت لتطوير عملية فوسفات البزموت المستخدمة لفصل البلوتونيوم عن اليورانيوم.
عندما تأكد أن المفاعلات النووية ستتعامل مع مواد مشعة على نطاق واسع، برزت مخاوف كبيرة بشأن الجوانب الصحية والسلامة، مما زاد من أهمية دراسة التأثيرات البيولوجية للإشعاع. وكُشف أن البلوتونيوم، شأنه شأن الراديوم، يستهدف العظام، مما يجعله شديد الخطورة.
أصبح مختبر التعدين أول المختبرات الوطنية تحت اسم مختبر أرجون الوطني في 1 يوليو 1946. كما أدى عمله إلى إنشاء معهد إنريكو فيرمي ومعهد جيمس فرانك في الجامعة.

## الأصول
أدى اكتشاف الانشطار النووي في اليورانيوم على يد الكيميائيين الألمانيين أوتو هان وفريتز شتراسمان في ديسمبر 1938، وتفسيره النظري (وتسميته) من قبل ليز مايتنر وأوتو فريش بعد ذلك بفترة قصيرة، إلى فتح المجال أمام احتمال أن تتمكن النيوترونات الناتجة عن الانشطار من إحداث تفاعل تسلسلي نووي مُتحكم فيه.
في جامعة كولومبيا، بدأ إنريكو فيرمي وليو زيلارد في استكشاف كيفية تحقيق ذلك.
صاغ زيلارد في أغسطس 1939 رسالة سرية إلى رئيس الولايات المتحدة، فرانكلين دي. روزفلت، يحذّر فيها من احتمال وجود مشروع ألماني للأسلحة النووية، وأقنع صديقه القديم وزميله ألبرت أينشتاين بالتوقيع عليها.  أدى ذلك إلى دعم الحكومة الأمريكية للأبحاث حول الانشطار النووي.
طلبت اللجنة الوطنية للبحوث الدفاعية (NDRC) في أبريل 1941 من آرثر كومبتون، أستاذ الفيزياء الحائز على جائزة نوبل في جامعة شيكاغو، إعداد تقرير حول برنامج اليورانيوم. وافترض نيلز بور وجون أرتشيبالد ويلر أن النظائر الثقيلة ذات العدد الذري الفردي، مثل بلوتونيوم-239، قابلة للانشطار.

أنتج إميليو سيغري وجلين سيبورج في مايو 1941، في جامعة كاليفورنيا، بيركلي، 28 ميكروغرامًا من البلوتونيوم في سيكلوترون قطره 60 بوصة، ووجدا أن له مقطعًا عرضيًا لالتقاط النيوترونات الحرارية أكبر بـ 1.7 مرة من يورانيوم-235. ومع أن السيكلوترونات كانت قادرة على إنتاج كميات ضئيلة من البلوتونيوم-239، لم يكن من الممكن استخدامها لإنتاج كميات كبيرة.

تسلّم كومبتون قيادة مشروع البلوتونيوم في 20 ديسمبر، بعد وقت قصير من الهجوم الياباني على بيرل هاربر الذي أدى إلى دخول الولايات المتحدة الحرب.

كُلِّف كومبتون بقيادة مشروع البلوتونيوم في 20 ديسمبر، عقب وقت قصير من الهجوم الياباني على بيرل هاربر الذي أدى إلى دخول الولايات المتحدة الحرب.

تركّزت أهداف المشروع على إنشاء مفاعلات لتحويل اليورانيوم إلى بلوتونيوم، وتطوير أساليب لفصل البلوتونيوم كيميائيًا عن اليورانيوم، وتصميم وبناء قنبلة ذرية.

رغم عدم بناء مفاعل ناجح بعد، طوّر العلماء عدة تصاميم واعدة، وكان على كومبتون اتخاذ القرار بشأن التصميم الذي يجب متابعته. وضع كومبتون جدولًا زمنيًا طموحًا يستهدف تحقيق تفاعل تسلسلي نووي مضبوط بحلول يناير 1943، والوصول إلى قنبلة ذرية قابلة للاستخدام بحلول يناير 1945.
وجد كومبتون أن انتشار الفرق البحثية بين كولومبيا وبرينستون وجامعة شيكاغو وجامعة كاليفورنيا أدى إلى تكرار الجهود وضعف التعاون، فقرر توحيد العمل في موقع واحد. واجه مقاومة من جميع الفرق، إذ لم يرغب أحد في الانتقال، ودافع كل فريق عن موقعه. مع دخول الولايات المتحدة الحرب العالمية الثانية في يناير 1942، اختار كومبتون تركيز العمل في جامعة شيكاغو، حيث حظي بدعم كامل من إدارتها، بينما كانت كولومبيا منشغلة بمشروعات تخصيب اليورانيوم وترددت في استضافة مشروع سري آخر.
ساهم الموقع المركزي لشيكاغو في اتخاذ القرار، إلى جانب توافر العلماء والتقنيين والمرافق في الوسط الغربي للولايات المتحدة، التي لم تكن قد استُهلكت بعد في أعمال الحرب. كما تميزت المدينة بسهولة توفير السكن، فضلًا عن كونها أقل عرضة لهجوم العدو نظرًا لموقعها الداخلي.

## الطاقم

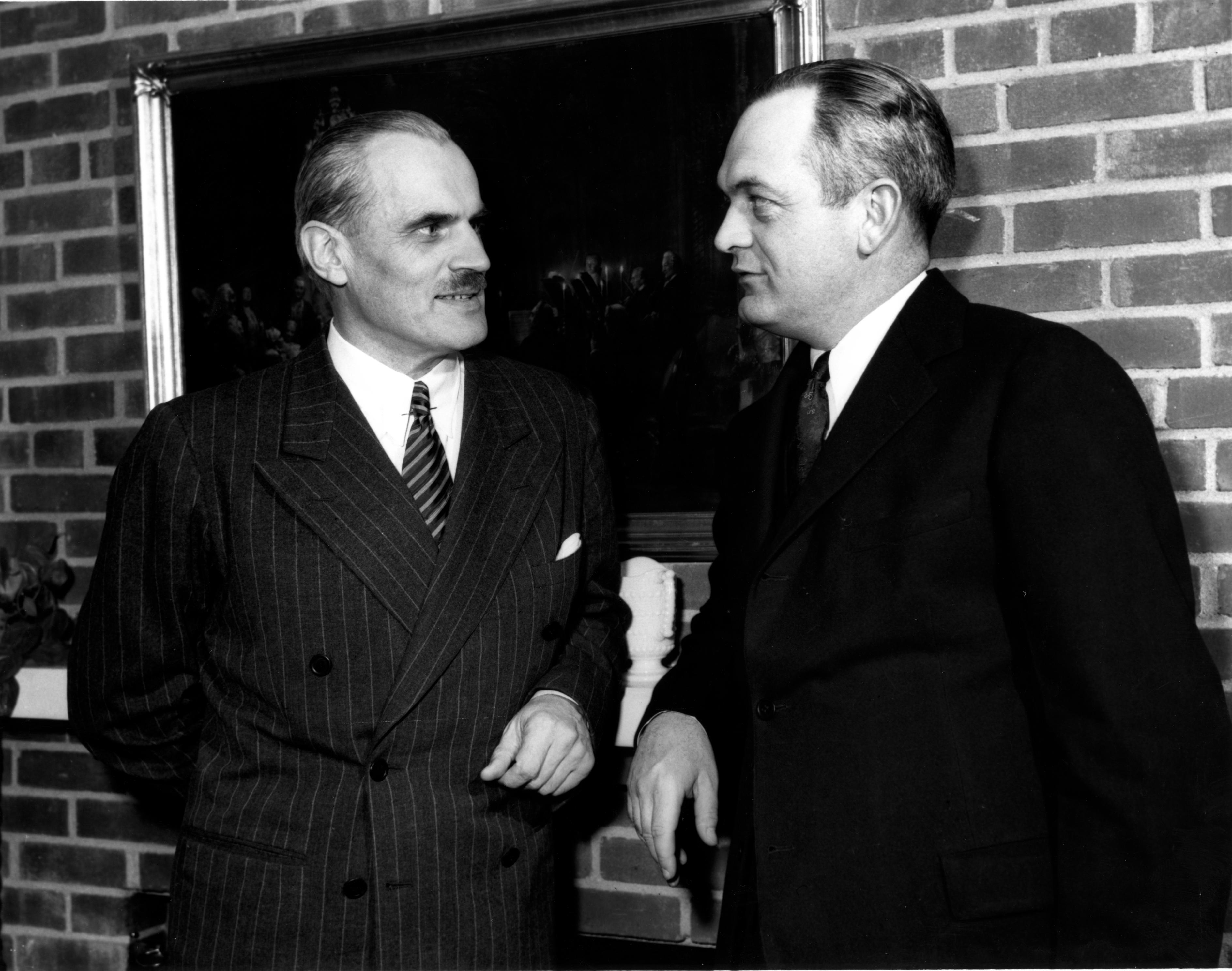
آرثر كومبتون (على اليسار) رئيس مشروع المعادن، مع مارتن ويتاكر، مدير مختبر كلينتون

تم إنشاء المؤسسة البحثية الجديدة في فبراير 1942، وأُطلق عليها اسم "مختبر المعادن" أو "ميت لاب". وعلى الرغم من إجراء بعض الأبحاث الفعلية في علم المعادن، إلا أن الاسم كان غطاءً لأنشطته الحقيقية. كانت جامعة شيكاغو قد فكرت في إنشاء معهد أبحاث حول المعادن، وبالفعل فعلت ذلك بعد الحرب، لذا لم يثر إنشاؤه أي اهتمام يُذكر. أصبح مشروع كومبتون للبلوتونيوم يُعرف بعد ذلك باسم مشروع المعادن. أُدير مختبر المعادن من قبل جامعة شيكاغو بموجب عقد مع مكتب البحث والتطوير العلمي (OSRD).
شارك أكثر من 5,000 شخص في 70 مجموعة بحثية في مشروع المعادن الذي أطلقه كومبتون، المعروف أيضًا باسم "مشروع الكومة" أو "إكس-10"، حيث عمل نحو 2,000 منهم في مختبر المعادن في شيكاغو. ورغم الرواتب الجيدة التي كانت تُعرض، كانت عملية التوظيف صعبة بسبب المنافسة على العلماء والمهندسين من المشاريع الدفاعية الأخرى، كما أن المعيشة في شيكاغو كانت مكلفة مقارنة بمدن الجامعات.
كان نورمان هيلبيري نائب مدير مشروع المعادن، بينما عُيّن ريتشارد إل. دوين مديرًا لمختبر المعادن. وعلى الرغم من كفاءة دوين كإداري، فقد واجه صعوبة في قبوله كرئيس للمختبر، نظرًا لكونه ليس أكاديميًا. وفي 5 مايو 1943، استبدله كومبتون بـ صامويل ك. أليسون، وعين هنري دي. سميث نائبًا للمدير.
تشكلت في البداية ثلاث مجموعات فيزياء تحت قيادة أليسون، وإنريكو فيرمي، ومارتن دي. ويتاكر، بينما تولى فرانك سبيدينج إدارة قسم الكيمياء، ثم خلفه هربرت ماكوي، وتلاه جيمس فرانك. عيَّن كومبتون روبرت أوبنهايمر مسؤولًا عن تصميم القنبلة في يونيو 1942، وفي نوفمبر من العام نفسه، استُحدث مشروع منفصل لهذا الغرض، عُرف باسم مشروع واي، وتمركز في لوس ألاموس، نيومكسيكو.
تولت منطقة مانهاتن تنسيق العمل بعد أن استلم فيلق مهندسي الجيش الأمريكي إدارة مشروع مانهاتن في أغسطس 1942. واعتبارًا من 17 فبراير 1943، بدأ كومبتون في تقديم تقاريره مباشرة إلى مدير مشروع مانهاتن، العميد ليزلي آر. غروفز جونيور، بدلًا من قسم S-1 في مكتب البحث والتطوير العلمي. وتولت منطقة مانهاتن المسؤولية الكاملة عن عقد مختبر المعادن في 1 مايو 1943.
تولى النقيب جي. إف. غرافتون منصب مهندس منطقة شيكاغو في أغسطس 1942، ثم خلفه النقيب آرثر في. بيترسون في ديسمبر 1942، حيث شغل المنصب حتى أكتوبر 1944. وفي 1 يوليو 1945، تولى النقيب جي. إف. ماكينلي مهام مهندس منطقة شيكاغو.

## المباني
وفرت جامعة شيكاغو في البداية معظم مرافق المختبر، حيث استولى الفيزيائيون على المساحة الواقعة تحت المدرجات الشمالية والغربية لملعب ستاغ فيلد وفي مبنى الخدمات الذي كان يضم جهاز سيكلوترون. واستحوذ الكيميائيون على مختبر جورج هيربرت جونز ومختبر كينت للكيمياء، بينما شغل فريق الصحة مبنى التشريح، وبيت دركسل، ومستشفى بيلينغز، ومختبر كيليس. أما المكاتب الإدارية، فانتقلت إلى قاعة إيكهارت. كتب ليو زيلارد لاحقًا أن "معنويات العلماء كانت تُقاس تقريبًا من خلال عدد الأضواء المشتعلة بعد العشاء في مكاتب قاعة إيكهارت."
عندما ضاق المكان في قاعة إيكهارت، انتقل المشروع إلى قاعة رايرسون المجاورة. في النهاية، شغل مختبر المعادن مساحة قدرها 205,000 قدم مربع (19,000 م2) من حرم الجامعة. خضعت المباني التي شغلها المختبر لتعديلات بلغت قيمتها 131,000 دولار، كما اضطرت جامعة شيكاغو إلى تعديل المرافق المستخدمة من قبل الجهات الأخرى التي تم نقلها.

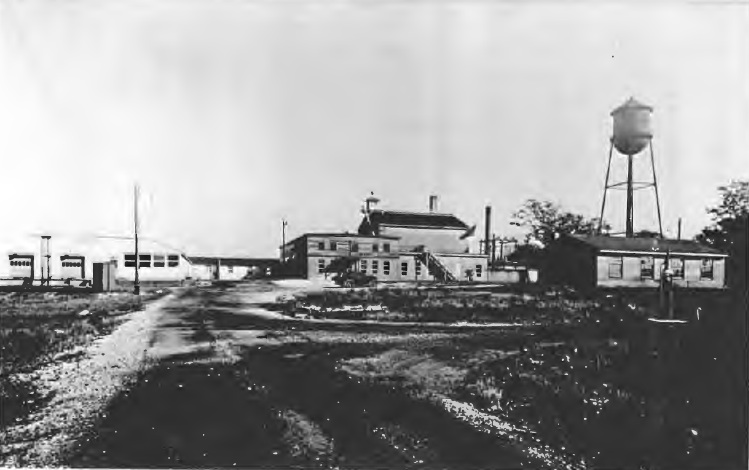
مختبر أرجون في "الموقع أ"

خصصت جامعة شيكاغو قطعة أرض مساحتها 0.73-أكر (0.30 ها) كانت تُستخدم كملاعب تنس لصالح منطقة مانهاتن مقابل إيجار رمزي قدره دولار واحد، لبناء مبنى جديد للكيمياء بمساحة قدرها 20,000 قدم مربع (1,900 م2). بدأت شركة ستون آند وبستر العمل على المبنى في سبتمبر 1942، واكتمل في ديسمبر من العام نفسه. وسرعان ما تبين أن المبنى صغير جدًا، فتمت إضافة قطعة أرض مجاورة بمساحة 0.85-أكر (0.34 ها) إلى عقد الإيجار، وبُني ملحق بمساحة 30,000-قدم-مربع (2,800 م2) اكتمل في نوفمبر 1943. أجريت بعد ذلك أعمال واسعة على نظام التهوية لتمكين المختبر من التعامل مع البلوتونيوم بأمان أكبر.
أُتيح في أبريل 1943 موقع يضم مستودع ثلج وإسطبلات مملوكة للجامعة في شيكاغو، وعُرف باسم "الموقع ب"، ثم أُعيد تصميمه ليشمل مختبرات وورش عمل بمساحة 62,670 قدم مربع (5,822 م2) لصالح مجموعات الصحة والمعادن. واستُؤجر في مارس 1944 مستودع المدفعية الميدانية الـ124 من ولاية إلينوي لتوفير مساحة إضافية، مما رفع إجمالي المساحة المستأجرة أو المبنية إلى 360,000 قدم مربع (33,000 م2)، بتكلفة بلغت مليوني دولار.
اقتضت اعتبارات السلامة والأمن تجنب إنشاء مرافق لإجراء التجارب على المفاعلات النووية في شيكاغو ذات الكثافة السكانية العالية. فاختار كومبتون موقعًا في غابة أرجون، التابعة لـمنطقة محمية غابات مقاطعة كوك، على بعد نحو 20 ميل (32 كـم) جنوب غرب وسط مدينة شيكاغو، وأُطلق عليه اسم "الموقع أ". واستأجرت وزارة الحرب الأمريكية مساحة قدرها 1,088 أكر (440 ها) من مقاطعة كوك لمدة الحرب زائد سنة واحدة مقابل دولار واحد. وانطلقت أعمال البناء، التي شملت مختبرات ومباني خدمية وطريق وصول، في سبتمبر 1942، واكتملت في أوائل عام 1943. وعيّن كومبتون إنريكو فيرمي كأول مدير لمختبر أرجون.

## تطوير المفاعلات

### شيكاغو بايل-1

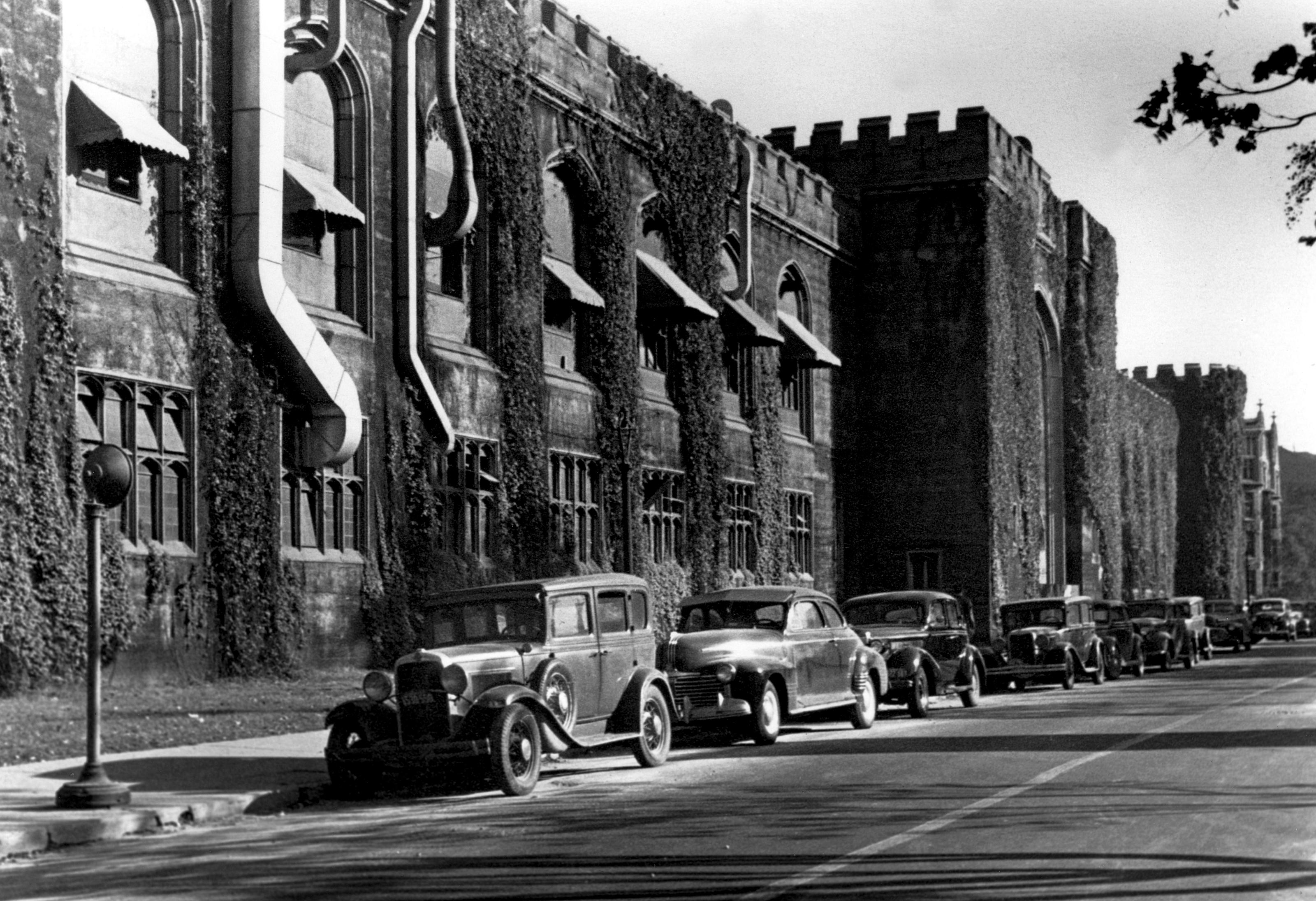
ملعب ستاغ في جامعة شيكاغو. تم هدم الملعب في عام 1957.

أنجزت مجموعات تحت إشراف هربرت ل. أندرسون ووالتر زين، بين 15 سبتمبر و15 نوفمبر 1942، بناء ستة عشر مفاعلًا تجريبيًا (كانت تُعرف آنذاك باسم "الأكوام") تحت مدرجات ملعب ستاغ فيلد. وصمّم إنريكو فيرمي مفاعلًا جديدًا من اليورانيوم والجرافيت، قادرًا على الوصول إلى الحالة الحرجة في تفاعل نووي ذاتي الاستدامة تحت السيطرة.
تأخر بناء موقع أرجون بسبب صعوبة شركة ستون آند وبستر في استقطاب عدد كافٍ من العمال المهرة والحصول على مواد البناء المطلوبة، مما أدى إلى نزاع صناعي، حيث نفّذ العمال النقابيون إجراءات احتجاجية ضد توظيف عمال من خارج النقابة. وعندما تبيّن أن المواد اللازمة لمفاعل فيرمي الجديد ستكون متاحة قبل اكتمال البناء، وافق آرثر كومبتون على اقتراح فيرمي ببناء المفاعل تحت مدرجات ملعب ستاغ فيلد.
بدأ بناء المفاعل، المعروف باسم شيكاغو بايل-1 (CP-1)، في صباح يوم 16 نوفمبر 1942. ونُفِّذ العمل على مدار نوبات تمتد كل منها إلى 12 ساعة، حيث أشرف زين على النوبة النهارية، بينما تولى أندرسون الإشراف على النوبة الليلية. وعند اكتماله، استند الهيكل البيضاوي الشكل، الذي بلغ ارتفاعه 20-قدم (6.1 م) وعرضه 6-قدم (1.8 م) عند الأطراف و25 قدم (7.6 م) في المنتصف، إلى إطار خشبي داعم. واحتوى المفاعل على 6 طن صغير (5.4 t) من اليورانيوم المعدني، و50 طن صغير (45 t) من أكسيد اليورانيوم، و400 طن صغير (360 t) من الجرافيت، وبلغت تكلفته التقديرية 2.7 مليون دولار.
حقق المفاعل في 2 ديسمبر 1942 أول تفاعل نووي ذاتي الاستدامة تحت السيطرة. وارتفعت قدرة CP-1 في 12 ديسمبر 1942 إلى 200 واط، وهو ما يكفي لتشغيل مصباح كهربائي. ولأنه كان يفتقر إلى أي نوع من الحماية من الإشعاع، شكل خطرًا إشعاعيًا على كل من كان في الجوار. بعد ذلك، استُكملت الاختبارات عند قدرة منخفضة بلغت 0.5 واط.

### شيكاغو بايل-2
أُنهِي تشغيل شيكاغو بايل-1 في 28 فبراير 1943، وتفكيكه ونقله إلى أرغون، حيث استُخدمت المواد الأصلية في بناء شيكاغو بايل-2 (CP-2).
بُني المفاعل الجديد على شكل مكعب تقريبًا، بارتفاع يقارب 25 قدم (7.6 م) وقاعدة مربعة يبلغ طول كل جانب منها نحو 30 قدم (9.1 م)، بدلًا من أن يكون كرويًا. أُحيط المفاعل بجدران خرسانية بسماكة 5 قدم (1.5 م) لتوفير درع إشعاعي، مع حماية علوية مكوّنة من طبقة من الرصاص بسماكة 6 بوصة (15 سـم) وطبقة من الخشب بسماكة 50 بوصة (130 سـم). استُخدم المزيد من اليورانيوم، حيث احتوى على 52 طن صغير (47 t) من اليورانيوم و472 طن صغير (428 t) من الجرافيت. لم يُزوَّد المفاعل بنظام تبريد، نظرًا لعمله بقدرة لا تتجاوز بضعة كيلوواطات.
أصبح CP-2 عمليًا في مارس 1943.

### شيكاغو بايل-3

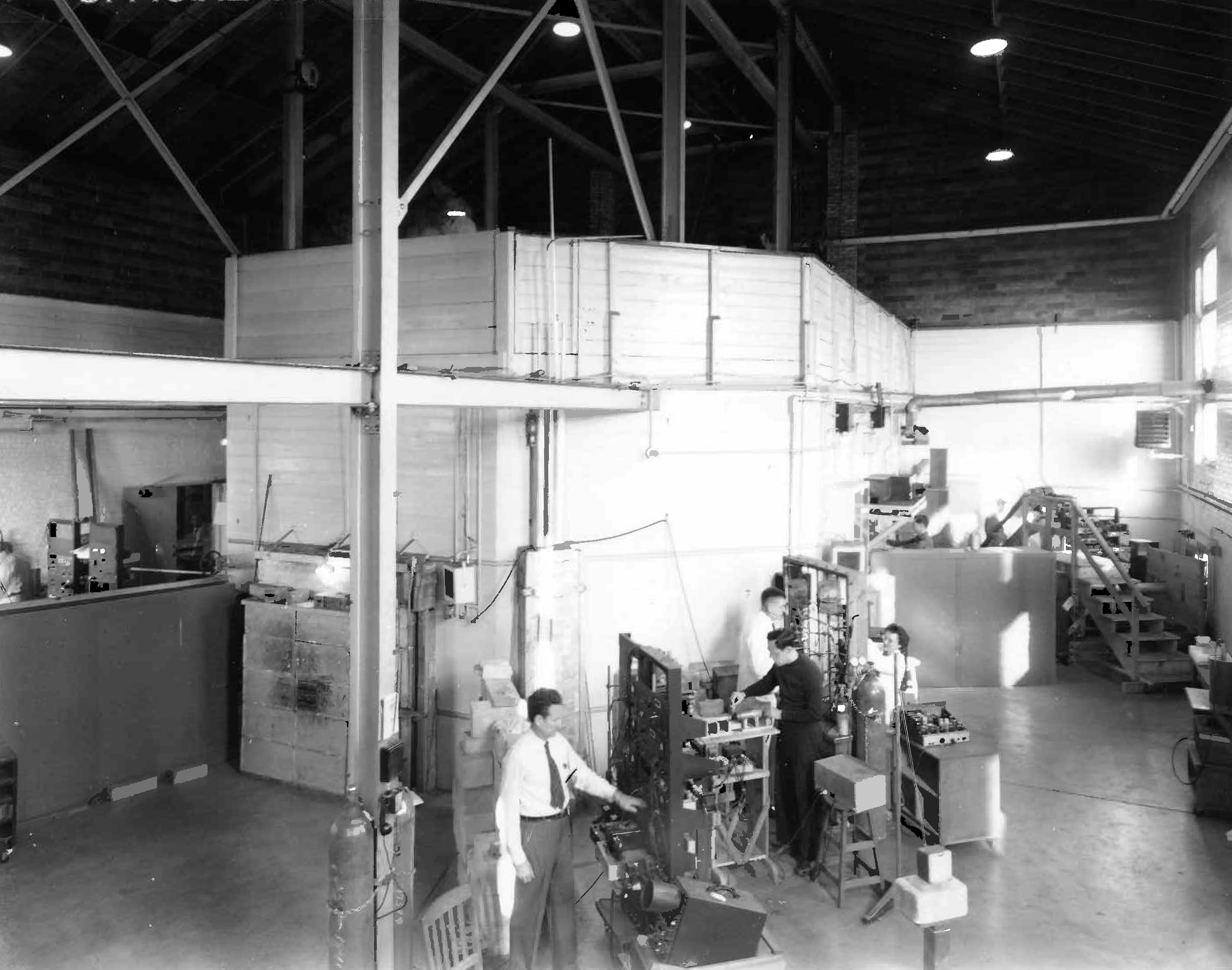
شيكاغو بايل-3

بُني مفاعل ثانٍ، عُرف باسم شيكاغو بايل-3 (CP-3)، في موقع أرغون في أوائل عام 1944. مثَّل هذا المفاعل أول مفاعل في العالم يستخدم الماء الثقيل كمهدئ للنيوترونات. لم يكن الماء الثقيل متاحًا عند بناء شيكاغو بايل-1، لكنه أصبح متوفرًا بكميات كبيرة بفضل مشروع مانهاتن عبر مشروع P-9.
تكوَّن المفاعل من خزان كبير من الألمنيوم، بقطر 6 قدم (1.8 م)، مملوء بالماء الثقيل بوزن يقارب 6.5 طن صغير (5.9 t). ثُقِب الغطاء بفتحات متباعدة بشكل منتظم، لتمر من خلالها 121 قضيبًا من اليورانيوم مغلفة بالألمنيوم، ممتدة إلى داخل الماء الثقيل. أُحيط الخزان بعازل من الجرافيت ليعمل كعاكس للنيوترونات، والذي أُحيط بدوره بدرع من الرصاص والخرسانة. تألفت الحماية العلوية للمفاعل من طبقات من الطوب القابل للإزالة، بقياس 1-قدم (30 سـم) مربع، مكونة من طبقات من الحديد والمازونيت. جرى تبريد الماء الثقيل بواسطة مبادل حراري مبرد بالماء. إضافةً إلى قضبان التحكم، زُوّد المفاعل بآلية طوارئ لتفريغ الماء الثقيل في خزان أسفل المفاعل.
انطلق البناء في 1 يناير 1944. بلغ المفاعل حالة حرجة في مايو 1944، ثم جرى تشغيله بكامل طاقته عند 300 كيلوواط في يوليو من العام نفسه.
سمح والتر زين بتشغيل المفاعل على مدار الساعة خلال الحرب، إذ جاء تصميمه ليسهّل إجراء التجارب.
 شملت التجارب دراسة خصائص النظائر مثل التريتيوم، وتحديد المقطع العرضي لالتقاط النيوترونات للعناصر والمركبات المحتملة في بناء المفاعلات المستقبلية أو تلك الموجودة في الشوائب. كما استخدم المفاعل لاختبار أجهزة القياس، وإجراء تجارب لتحديد الثبات الحراري للمواد، وتدريب المشغلين.

### المفاعلات الإنتاجية
تطلب تصميم المفاعلات لإنتاج البلوتونيوم معالجة عدة مشكلات، لم تقتصر على الفيزياء النووية فحسب، بل شملت أيضًا الهندسة والبناء. حظي مختبر المعادن باهتمام خاص في دراسة التأثير طويل الأمد للإشعاع على المواد.
نُظر في نوعين من المفاعلات:
- المفاعلات المتجانسة: حيث يتم خلط المهدئ والوقود معًا.
- المفاعلات غير المتجانسة: حيث يتم ترتيب المهدئ والوقود في تكوين شبكي.[53]

بحلول أواخر عام 1941، أظهر التحليل الرياضي أن تصميم الشبكة له مزايا على النوع المتجانس، لذلك تم اختياره لمفاعل شيكاغو بايل-1، وكذلك للمفاعلات الإنتاجية اللاحقة. بالنسبة للمهدئ النيوتروني، تم اختيار الجرافيت بسبب توفره مقارنةً بـ البيريليوم أو الماء الثقيل.

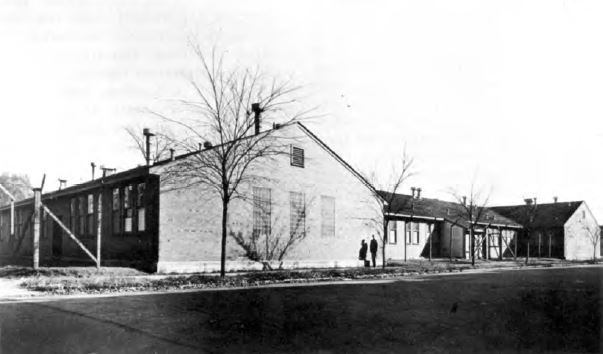
المبنى الجديد للكيمياء في جامعة شيكاغو. برج ستاغ فيلد القوطي بالكاد مرئي في الخلفية على اليسار.

أثارت مسألة اختيار مادة التبريد جدلًا كبيرًا. كان الخيار الأول لمختبر المعادن هو الهيليوم، لأنه يمكن أن يكون مبردًا ومهدئًا للنيوترونات في الوقت نفسه. لم تُغفل صعوبات استخدامه، إذ كانت هناك حاجة إلى كميات كبيرة جدًا، وكان لا بد أن يكون نقيًا تمامًا بدون شوائب ماصة للنيوترونات مثل البورون. كان من الضروري توفير نفاثات خاصة لتدوير الغاز عبر المفاعل، كما كان يجب حل مشكلة تسرب الغازات المشعة. لم تُعتبر أي من هذه المشكلات مستعصية على الحل. تم نقل قرار استخدام الهيليوم إلى شركة دو بونت، المسؤولة عن بناء المفاعلات الإنتاجية، وتم قبوله مبدئيًا.
في أوائل عام 1943، وضع يوجين ويغنر وفريقه النظري، الذي ضم ألفين وينبرغ، كاثرين واي، ليو أولينغر، غيل يونغ وإدوارد كروتز، تصميمًا لمفاعل إنتاج مبرد بالماء. كان اختيار الماء كمبرد مثيرًا للجدل، لأنه كان معروفًا بامتصاص النيوترونات، مما يقلل من كفاءة المفاعل. لكن ويغنر كان واثقًا من صحة حسابات فريقه، وأنه مع توفر الجرافيت النقي واليورانيوم آنذاك، فإن الماء سيكون فعالًا، بينما ستؤدي الصعوبات التقنية في استخدام الهيليوم إلى تأخير المشروع.
استخدم التصميم طبقة رقيقة من الألمنيوم لحماية اليورانيوم من التآكل الناجم عن ماء التبريد. كانت أسطوانات اليورانيوم المغلفة بالألمنيوم تُدفع عبر قنوات في المفاعل، وتسقط في بركة تبريد. بمجرد انخفاض النشاط الإشعاعي، يتم استخراج الأسطوانات واستخلاص البلوتونيوم منها. بعد مراجعة التصميمين، اختار مهندسو DuPont التصميم المبرد بالماء. في عام 1959، مُنح براءة اختراع لتصميم المفاعل باسم كروتز، أولينغر، وينبرغ، ويغنر، ويونغ.
أثار استخدام الماء كمبرد مشكلة تآكل وأنْدة أنابيب الألمنيوم. اختبر مختبر المعادن إضافات مختلفة للماء لتحديد تأثيرها. وُجد أن التآكل كان في حدّه الأدنى عندما كان الماء حمضيًا قليلاً، لذلك أُضيفت كميات مخففة من حمض الكبريتيك إلى الماء لتحقيق pH قدره 6.5. كما تم إدخال إضافات أخرى مثل سيليكات الصوديوم، ديكرومات الصوديوم وحمض الأكساليك لمنع تكون ترسبات قد تعيق دوران ماء التبريد.
تم تزويد أسطوانات الوقود بغلاف من الألمنيوم لحماية معدن اليورانيوم من التآكل في حالة تلامسه مع الماء، ومنع تسرب الغازات المشعة الناتجة عن الانشطار. تم اختيار الألمنيوم لأن التغليف كان يجب أن ينقل الحرارة ولكن دون امتصاص عدد كبير من النيوترونات.
كان لعملية تغليف الألمنيوم اهتمام خاص، حيث إن تمزق الأسطوانات قد يؤدي إلى انسداد أو تلف القنوات في المفاعل، وأصغر الثقوب قد تؤدي إلى تسرب الغازات المشعة. درس مختبر المعادن أنظمة الإنتاج والاختبار الخاصة بعملية التغليف.
تناول مجال بحث رئيسي آخر تأثير ويغنر. عند قصفها بالنيوترونات، يمكن أن تُطرد ذرات الكربون من البنية البلورية للجرافيت. بمرور الوقت، يؤدي ذلك إلى ارتفاع درجة حرارة الجرافيت وتضخمه. استغرقت دراسة المشكلة معظم عام 1946 قبل التوصل إلى حل.

## الكيمياء وعلم المعادن

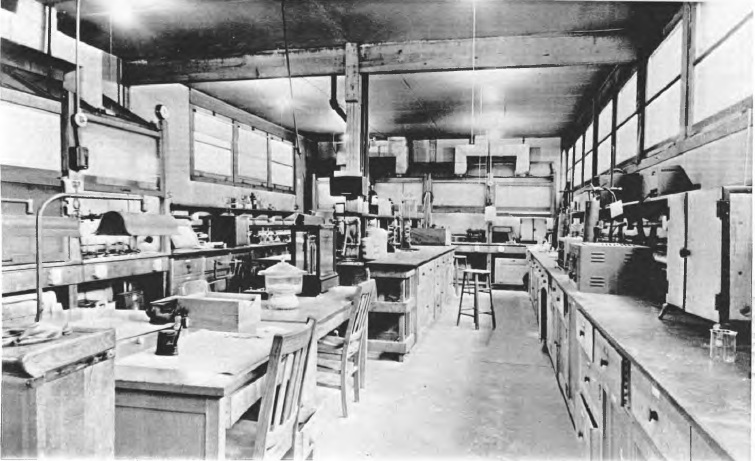
مختبر في مبنى الكيمياء الجديد بجامعة شيكاغو

تركز العمل في علم المعادن على اليورانيوم والبلوتونيوم. على الرغم من اكتشاف اليورانيوم قبل أكثر من قرن، إلا أن المعلومات عنه كانت قليلة، كما يتضح من حقيقة أن العديد من المراجع كانت تعطي قيمة لنقطة انصهاره تختلف بحوالي 500 درجة فهرنهايت (280 درجة مئوية). قام إدوارد كروتز بدراسة هذا الأمر واكتشف أنه عند درجة الحرارة المناسبة، يمكن طرق اليورانيوم ودرفلته وسحبه إلى قضبان مطلوبة لتصميم المفاعل الإنتاجي. كما وُجد أنه عند قطع اليورانيوم، كانت الرقائق تشتعل تلقائيًا. بالتعاون مع شركة ألكوا وشركة جنرال إلكتريك، ابتكر مختبر المعادن طريقة للحام غلاف الألمنيوم مع أسطوانة اليورانيوم.
تحت ضغط تحديد مصدر لليورانيوم المعالج، التقى آرثر كومبتون وفرانك سبيدينغ ووالتر هيلبري في أبريل 1942 مع إدوارد مالينكروت في مقر شركته الكيميائية في سانت لويس بولاية ميزوري. ابتكرت الشركة ونفذت تقنية جديدة لمعالجة اليورانيوم باستخدام الإيثر، وقدمت مواد اختبار ناجحة بحلول منتصف مايو. كما زودت بالمادة اللازمة لأول تفاعل ذاتي الاستدامة في ديسمبر، ونفذت الطلب الكامل للمشروع البالغ ستين طنًا قبل توقيع العقد.
كانت معادن البلوتونيوم غير معروفة تمامًا، لأنه كان قد تم اكتشافه مؤخرًا فقط. في أغسطس 1942، قام فريق غلين تي سيبورغ بعزل أول كمية قابلة للوزن من البلوتونيوم كيميائيًا من اليورانيوم المشع في مختبر جونز.
إلى أن أصبحت المفاعلات متاحة، تم إنتاج كميات ضئيلة من البلوتونيوم في السيكلوترون في جامعة واشنطن في سانت لويس. عمل قسم الكيمياء مع شركة دو بونت لتطوير عملية الفوسفات البزموت المستخدمة لفصل البلوتونيوم عن اليورانيوم.

## الصحة والسلامة
أصبحت مخاطر التسمم الإشعاعي معروفة جيدًا بسبب تجربة عمال طلاء المينا المشعة. وعندما تأكد أن المفاعلات النووية ستتعامل مع مواد مشعة على نطاق هائل، برزت مخاوف كبيرة بشأن جوانب الصحة والسلامة. تم تعيين روبرت إس. ستون، الذي كان قد عمل مع إرنست لورانس في جامعة كاليفورنيا، ليرأس برنامج الصحة والسلامة في مشروع المعادن. تولى سيميون كاتلر، وهو أخصائي أشعة، مسؤولية السلامة الإشعاعية في شيكاغو، قبل أن ينتقل لاحقًا لرئاسة البرنامج في موقع هانفورد. كما عيّن ليزلي غروفز الدكتور ستافورد إل. وارن من جامعة روتشستر رئيسًا لقسم الطب في مشروع مانهاتن. ومع مرور الوقت، اكتسبت دراسة التأثيرات البيولوجية للإشعاع أهمية متزايدة. وتبيَّن أن البلوتونيوم، مثل الراديوم، يستهدف العظام، مما يجعله خطيرًا بشكل خاص.
وضعت شعبة الصحة في مختبر المعادن معايير للتعرض للإشعاع. كان يتم اختبار العمال بانتظام في عيادات جامعة شيكاغو، لكن ذلك قد يحدث بعد فوات الأوان. لذلك، تم توفير مقياس الجرعة بألياف الكوارتز الشخصية، بالإضافة إلى شارات الأفلام التي تسجل الجرعة التراكمية. عملت شعبة الصحة بقيادة ستون بشكل وثيق مع مجموعة الأدوات بقيادة ويليام بي. جيسي في قسم الفيزياء لتطوير أجهزة الكشف، بما في ذلك أجهزة عداد غايغر المحمولة. ابتكر هربرت إم. باركر مقياسًا للتعرض للإشعاع أطلق عليه اسم رونتجن المكافئ للإنسان (rem). بعد الحرب، حل الـrem محل الرونتجن كوحدة قياسية لقياس التعرض للإشعاع.
بدأ العمل على تقييم سمية البلوتونيوم عندما بدأ مصنع الإنتاج شبه الصناعي في منشأة كلينتون الهندسية بإنتاج البلوتونيوم في عام 1943. وضع المشروع حدًا قدره 5 ميكروغرام (μg) في الجسم، وتم تعديل ممارسات العمل وأماكن العمل في شيكاغو وكلينتون لضمان الالتزام بهذا المعيار.

## الأنشطة اللاحقة
خلال عامي 1943 و1944، ركز مختبر المعادن على تشغيل مفاعل الغرافيت X-10 في منشأة كلينتون الهندسية، ثم مفاعل B في موقع هانفورد. وبحلول نهاية عام 1944، تحول التركيز إلى تدريب المشغلين. انتقل جزء كبير من قسم الكيمياء إلى أوك ريدج في أكتوبر 1943، وتم نقل العديد من الموظفين إلى مواقع أخرى في مشروع مانهاتن في عام 1944، لا سيما إلى هانفورد ولوس ألاموس. أصبح إنريكو فيرمي رئيسًا لقسم في لوس ألاموس في سبتمبر 1944، وأصبح والتر زين مديرًا لمختبر أرغون. تبعه صمويل أليسون في نوفمبر 1944، مصطحبًا معه العديد من موظفي مختبر المعادن، بما في ذلك معظم قسم الأجهزة. حل محله جويز سي. ستيرنز. تولى فارنغتون دانيلز، الذي أصبح مديرًا مساعدًا في 1 سبتمبر 1944، منصب مدير المختبر في 1 يوليو 1945.

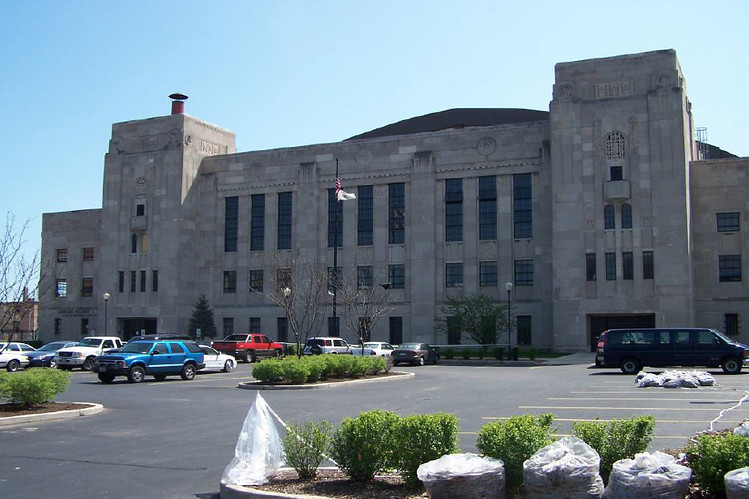
موقع مستودع المدفعية الميدانية رقم 124 في عام 2006

عندما أمكن، حاولت جامعة شيكاغو إعادة توظيف العمال الذين نُقلوا من مختبر المعادن إلى مشاريع أخرى بمجرد انتهاء عملهم. كان استبدال الموظفين شبه مستحيل، حيث أصدر ليزلي غروفز أمرًا بتجميد التوظيف. القسم الوحيد الذي نما بين نوفمبر 1944 ومارس 1945 كان قسم الصحة؛ إذ فقدت جميع الأقسام الأخرى 20٪ أو أكثر من موظفيها. انخفض عدد العاملين في مختبر المعادن من 2008 موظفًا في 1 يوليو 1944 إلى 1444 موظفًا في 1 يوليو 1945.
لم تؤد نهاية الحرب إلى وقف مغادرة الموظفين. غادر غلين سيبورغ في 17 مايو 1946، مصطحبًا معه معظم ما تبقى من قسم الكيمياء. في 11 فبراير 1946، توصل الجيش إلى اتفاق مع رئيس جامعة شيكاغو روبرت هتشينز لنقل الموظفين والمعدات الخاصة بمشروع المعادن إلى مختبر إقليمي في أرغون، الذي لا تزال الجامعة تديره. في 1 يوليو 1946، أصبح مختبر المعادن مختبر أرغون الوطني، وهو أول مختبر وطني لوزارة الطاقة الأمريكية، وكان زين أول مدير له. بلغ عدد الموظفين في المختبر الجديد 1278 موظفًا في 31 ديسمبر 1946، عندما انتهى مشروع مانهاتن، وانتقلت مسؤولية المختبرات الوطنية إلى لجنة الطاقة الذرية الأمريكية، التي حلت محل مشروع مانهاتن في 1 يناير 1947. كما أدى عمل مختبر المعادن إلى تأسيس معهد إنريكو فيرمي، وكذلك معهد جيمس فرانك، في جامعة شيكاغو.
بلغ إجمالي المدفوعات التي قُدمت إلى جامعة شيكاغو بموجب العقد الأصلي غير الربحي في 1 مايو 1943، 27,933,134.83 دولارًا، شملت 647,671.80 دولارًا في تكاليف البناء والتجديد. انتهى العقد في 30 يونيو 1946، واستُبدل بعقد جديد انتهى في 31 ديسمبر 1946. تم دفع مبلغ إضافي قدره 2,756,730.54 دولارًا بموجب هذا العقد، منها 161,636.10 دولارًا صُرفت على البناء والتجديد. كما دُفع مبلغ إضافي قدره 49,509.83 دولارًا إلى جامعة شيكاغو لاستعادة مرافقها.
في عام 1974، بدأت حكومة الولايات المتحدة في تنظيف مواقع مشروع مانهاتن القديمة بموجب برنامج برنامج العمل التصحيحي للمواقع المستخدمة سابقًا (FUSRAP)، بما في ذلك المواقع التي استخدمها مختبر المعادن. تم هدم ملعب ستاغ في عام 1957، ولكن تم تطهير 23 موقعًا في مختبر كنت في عام 1977، و99 موقعًا آخر في مختبرات إيكهارت ورايرسون وجونز في عام 1984. تم جمع حوالي 600 قدم مكعب (17 م3) من النفايات الصلبة وثلاثة براميل سعة 55 غالونًا من النفايات السائلة، وشُحنت إلى مواقع مختلفة للتخلص منها. أنهت لجنة الطاقة الذرية عقدها الخاص بموقع المستودع في عام 1951، وأُعيد إلى ولاية إلينوي. أظهرت الاختبارات في 1977 و1978 و1987 وجود مستويات إشعاعية متبقية تجاوزت إرشادات وزارة الطاقة الأمريكية، لذلك تم تنفيذ عمليات إزالة التلوث في عامي 1988 و1989، وبعدها تم إعلان الموقع مناسبًا للاستخدام غير المقيد.

## روابط خارجية
- منشآت توقيع مشروع مانهاتن
- فيديو لمنصة الغرب في ملعب ستاج، معهد دراسة المعادن (المختبر الفلزاتي)، إنريكو فيرمي، وتجربة نشطة باستخدام CP-1